# Aeroporto di Donec'k

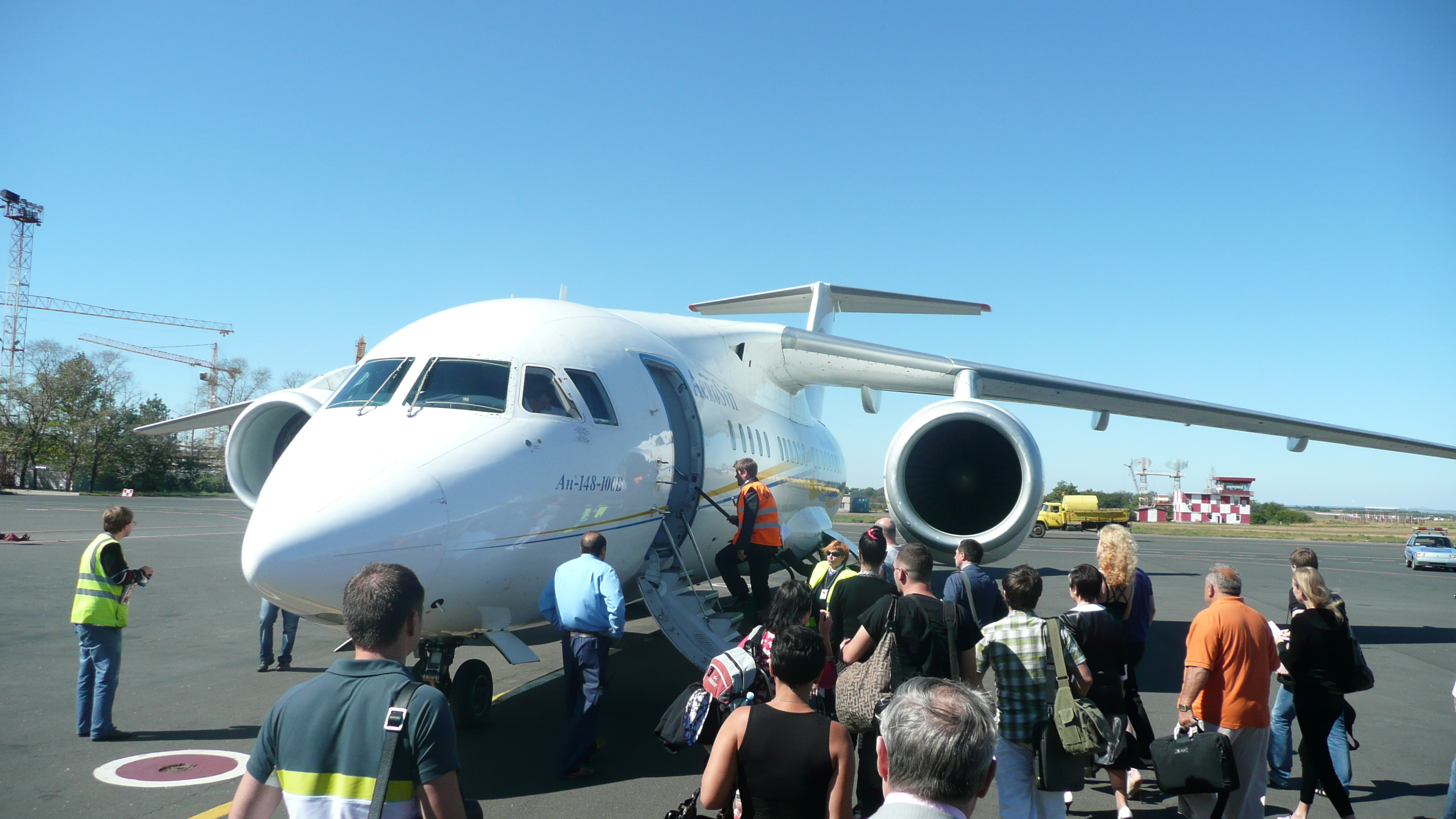
Antonov An-148-100 della ucraina Aerosvit all'aeroporto di Donec'k

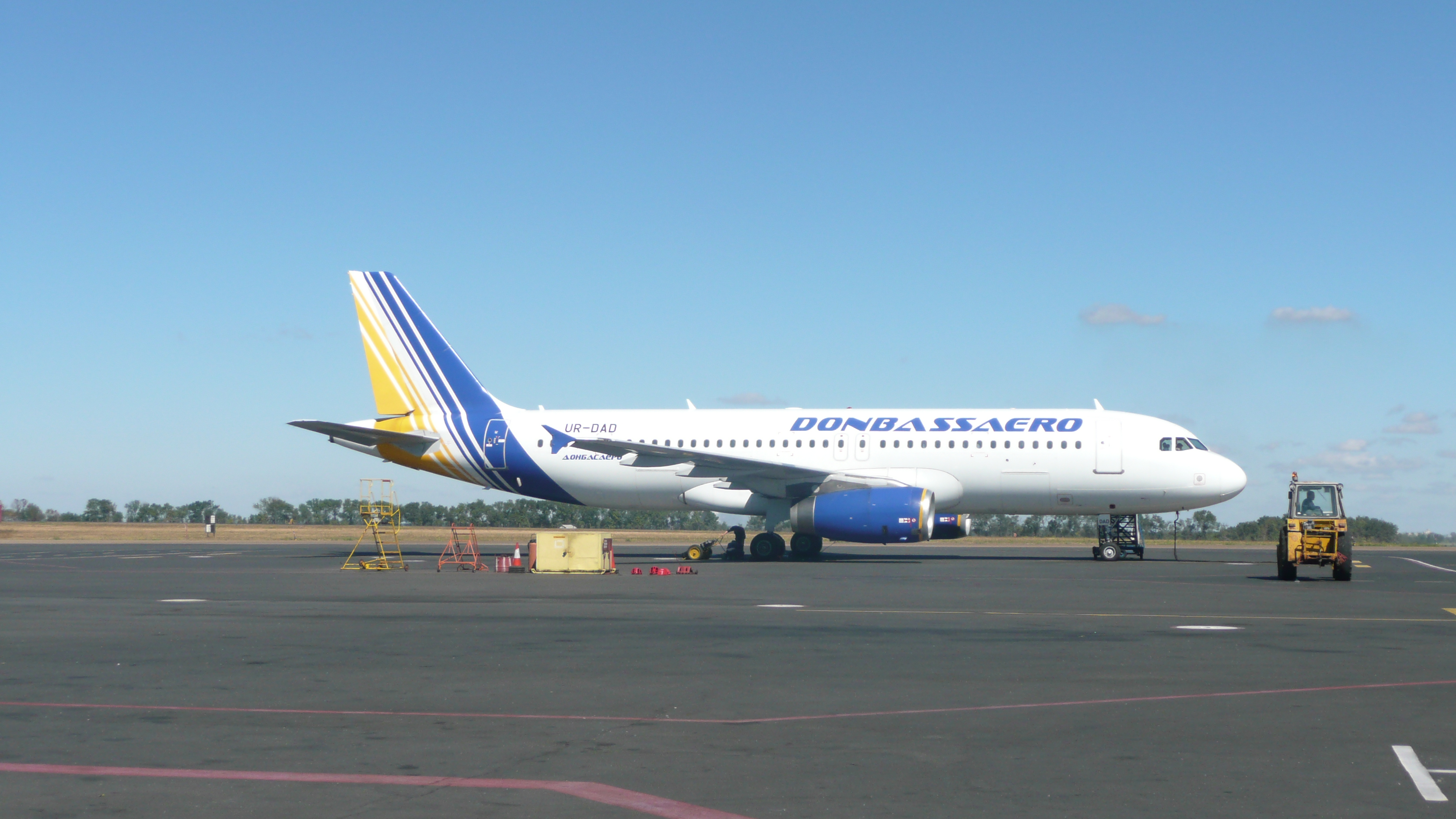
Airbus A320 della ucraina Donbassaero all'aeroporto di Donec'k

L'Aeroporto Sergei Prokofiev di Donec'k (IATA: DOK, ICAO: UKCC) (in russo Международный аэропорт "Донецк"?, Meždunarodnyj aèroport; in ucraino Міжнародний аеропорт "Донецьк"?, Mižnarodnyj aeroport) era l'aeroporto di Donec'k, importante città dell'Ucraina, attualmente capitale della Repubblica Popolare di Doneck.

## Storia
È stato costruito tra il 1940 e il 1950, per esser poi ricostruito nel 1973 e rimodernato tra il 2011 e il 2012. L'aeroporto di Donec'k era la base tecnica e l'hub della compagnia aerea ucraina Donbassaero, che ha cessato le operazioni di volo nel 2013.

### I combattimenti
Nel 2014, dopo l'elezione del presidente Petro Poroschenko, è stato occupato da alcuni ribelli filorussi dell'autoproclamata DPR guidati da un cittadino russo ed ex dipendente dell'FSB Igor' Girkin ed appoggiati dall'esercito russo ed in seguito si sono susseguiti diversi pesanti scontri fra i ribelli separatisti e l'esercito ucraino, che si è poi dovuto ritirare a Pinsk nel 2015.
Lo spazio aereo dell'oblast' di Donec'k è stato interdetto inoltre in seguito all'abbattimento dell'MH17, sul volo erano presenti 283 passeggeri e 15 membri dell'equipaggio.
L'abbattimento dell'aereo è stato causato da un missile lanciato da parte dei filorussi armati dall'esercito russo di sistema antiaereo BUK, dopo varie indagini il verdetto definitivo sull'abbattimento è stato emesso dal tribunale olandese di massima sicurezza allestito vicino all'aeroporto Schiphol di Amsterdam il 17 novembre 2022.
Fra le unità ucraine coinvolte nei feroci combattimenti per il controllo dell'aeroporto un ruolo importante fu assunto dalla 93ª Brigata meccanizzata.

## Dati tecnici
Disponeva di un solo terminale, che gestiva arrivi e partenze sia nazionali che internazionali.

## Statistiche

### Numero dei passeggeri
Questo grafico non è disponibile a causa di un problema tecnico.
Si prega di non rimuoverlo.
Vedi la query Wikidata di origine.
| Anno      | Passeggeri | Differenze con l'anno precedente |
| --------- | ---------- | -------------------------------- |
| 2009      | 488.100    | Stabile                          |
| 2010      | 612.200    | 25,4%                            |
| 2011      | 829.300    | 35,5%                            |
| 2012      | 1.000.000  | 20,6%                            |
| 2013      | 1.110.400  | 11,0%                            |
| 2014      | 346.700    | 68,8%                            |
| 2015-2025 | -          | 100.0%                           |